# Violettbart-Helmkolibri
Der Violettbart-Helmkolibri (Oxypogon stuebelii; Syn. Ornysmia stuebeliii, Oxypogon guerinii stuebelii) ist eine Vogelart aus der Familie der Kolibris (Trochilidae). Die Art ist endemisch in Kolumbien. Der Bestand wird von der IUCN als „gefährdet“ (Vulnerable) eingeschätzt. Die Art gilt als monotypisch.

## Merkmale
Der Violettbart-Helmkolibri erreicht mit dem mittellangen Schwanz eine Körperlänge von etwa 11,2 bis 13,0 cm. Er hat einen kurzen schwarzen ca. 1,5 cm langen Schnabel. Das Männchen hat einen dunkelbraunen bis schwarzen Kopf mit einem vergleichsweise kurzen zimtfarbenen Kamm. Der Rücken ist bronzefarben. Weiße verlängerte Kinn- und Kehlfedern bilden einen Bart mit grünen und blauen mittigen Federn. Der gelbbraun weiße Kragen hebt sich deutlich vom dunklen Kopf ab. Der Rest der Unterseite ist graubraun und zimtbraun geschuppt. Nach hinten wird dies zunehmend breiter und geht in reine zimtbraune Unterschwanzdecken über. Der gegabelte Schwanz ist kupfer- bis bronzefarben grün und hat ein breites weißes Band, das sich über die Schäfte der äußeren Steuerfedern zieht. Die Unterseite des Schwanzes ist rötlich, mit cremefarbenen bis blass zimtfarbenen Außenfahnen. Das Weibchen ähnelt dem Männchen, hat aber keinen Kamm und Bart. Die Unterseite ist ungleichmäßig rötlich-braungelb oder bräunlich lohfarben mit dunkleren vagen grünlichen Farbtönen. Männliche Jungtiere entwickeln teilweise einen Kamm und Bart.

## Fortpflanzung
Das Brutverhalten des Violettbart-Helmkolibris ist bisher nicht erforscht.

## Lautäußerungen
Der Gesang des Violettbart-Helmkolibris wird als wiederholte hohe, einzelne Töne, die sich wie tsi anhören, beschrieben. Der Ton hat eine Frequenz von 7 kHz und dauert ca. 0,11 Sekunden mit einer Wiederholungsrate von einem Ton alle drei bis fünf Sekunden.

## Verhalten und Ernährung
Den Violettbart-Helmkolibri sieht man oft an den Blüten von Espeletia schultzii. Dort ist er selbst an alten, trockenen Pflanzen unterwegs, die meist voll mit Insektenlarven sind. Dabei nutzt er seinen Schwanz ähnlich wie das Spechte tun. Oft jagt er am Boden verstreute Gliederfüßer. Er fängt diese durch schwebende Sprünge oder er fliegt von einer Sitzposition bzw. vom Boden aus, oft tief über fließendem Wasser.

## Verbreitung und Lebensraum

Verbreitungsgebiet (grün) des Violettbart-Helmkolibris

Der Violettbart-Helmkolibri ist am Nevado del Ruiz an der Grenze des Departamento del Tolima und des Departamento de Caldas verbreitet. Er bevorzugt Páramo mit Espeletia-Vegetation.

## Migration
Das Zugverhalten des Violettbart-Helmkolibris ist nicht bekannt, doch wird vermutet, dass es ähnlich wie beim Weißbart-Helmkolibri ist.

## Etymologie und Forschungsgeschichte
Die Erstbeschreibung des Violettbart-Helmkolibris erfolgte 1884 durch Adolf Bernhard Meyer unter dem Namen Oxypogon stübelii. Das Typusexemplar stammte aus Mina de Azufre am Nevado del Tolima und wurde von Moritz Alphons Stübel (1835–1904) gesammelt. 1848 führte John Gould die neue Gattung Oxypogon ein. Dieser Begriff leitet sich von den altgriechischen Wörtern ὀξύς oxýs für „scharf, spitz“ und πώγων pṓgōn für „Bart“ ab. Der Artname »stuebelii« ist seinem Sammler gewidmet.
Lange wurde der Violettbart-Helmkolibri als Unterart des Grünbart-Helmkolibris (Oxypogon guerinii) betrachtet. Untersuchungen von Nigel James Collar und Paul Salaman aus dem Jahre 2013 führten schließlich zur Abspaltung in eine eigene Art.